# Szekvenciális logika
A digitális áramköröknél a szekvenciális logika egy olyan logikai áramkör, ahol az áramkör kimenete nemcsak a bemeneti jelek állapotától függ, hanem a bemenő jelek korábbi állapotától is. Ennek ellentéte a kombinációs logika, ahol a kimenetek állapota csak a bemenetektől függ. Ez azt jelenti, hogy a szekvenciális logikának van állapota (memóriája), míg a kombinációs logikának nincs. Más szóval, a szekvenciális logika egy kombinációs logika memóriával.
A szekvenciális logika fontos építőeleme szinte az összes digitális áramkörnek, memória áramkörnek, számítógépeknek. A gyakorlatban minden digitális készülék a szekvenciális logika és a kombinációs logika (kombinációs hálózat) keveréke.
A digitális szekvenciális logikai áramkörök két részre oszthatók: szinkron és aszinkron áramkörökre. Szinkron áramkörökben az állapotok csak egy diszkrét időben változhatnak, amit az órajel biztosít. A szinkron esetben a kimeneti jel, és az áramkör állapota csak akkor változik, ha az órajel lehetővé teszi. Aszinkron áramkörökben nincs órajel, a kimenet változása közvetlenül a bemeneti jelek változásnak függvénye.

## Szinkron szekvenciális logika
Közel az összes szekvenciális logika órajellel működik. Egy szinkron logikában az órajelet egy elektronikus oszcillátor állítja elő. Minden szekvenciális áramkörben az elemi szekvenciális logika a flipflop. A flipflop kimenete csak akkor változik, ha az órajel változik. A teljes áramkörben mindig csak az órajel hatására történik állapotváltozás, melyet az órajel szinkronizál.
Az összes tároló elem (flipflopok) kimenete tartalmazza az áramkör aktuális állapotát. Minden következő órajelre történő állapotváltozás az előző állapottól függ.
A szinkron logika fő előnye az egyszerűség. Az órajelek közötti időnek elégnek kell lennie, hogy a logika minden eleme fel tudja venni az új állapotot. Ezt az időt terjedési időnek hívják, és függ az áramkörök típusától és az órajel periódusidejétől. Ezek határozzák meg a szinkron szekvenciális logika működési sebességet. A szinkron áramköröknél nincs hazárd és nehezen kiszámítható terjedési idő probléma.
Hátrányai:
- A legnagyobb elérhető órajel frekvenciát az áramkör leglassúbb eleme korlátozza (kritikus útvonal). Az összes logikai elemnek „alkalmazkodni „ kell a leglassúbb elemhez. Ezért a szinkron áramkör lassabban működik, mint az aszinkron. Létezik módszer a gyorsításra, ezt pipelining-nek hívják, és úgy működik, hogy szétválasztják egyes komplex elemeket egyszerűbb csoportokra. Ezt a módszert elterjedten alkalmazzák mikroprocesszorokban.
- Az órajelet el kell juttatni minden flipflophoz. Az órajel általában nagyfrekvenciás jel, szétosztása az egyes elemekhez többlet energiát igényel, és hőt termel. Az éppen nem működő tárolókhoz is eljut az órajel, és energiát fogyaszt.

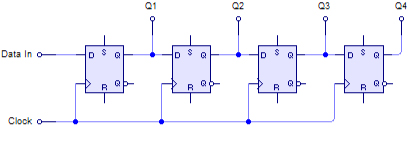
Szinkron logika: egy 4 bites shift regiszter

## Aszinkron szekvenciális logika
Az aszinkron logika nem órajellel működik, a kimenete csak akkor változik, ha a bemeneti  jel változik. Ezért az aszinkron logika gyorsabb, mint a szinkron, mert nem kell várni a következő órajelre, hanem azonnal hatása van a bemeneti jel változásra. Az áramkör sebességét a terjedési idő és a logikai kapuk sebessége korlátozza.
A hátrány, hogy az aszinkron áramköröket nehezebb tervezni, és olyan problémák merülhetnek fel, amik a szinkron logikában nem fordulnak elő. Versenyhelyzet fordulhat elő, amikor egy logikai elem bemenetére különböző útvonalból jönnek jelek. Ez úgynevezett hazárdjelenséget okozhat, amikor az egyik bemenet változása hamarabb okoz változást a kimeneten, mielőtt a másik bemeneti jel odaérne, és hamis kimeneti jelet produkálhat, amit glitch-nek hívnak. Ez nem fordulhat elő a szinkron áramkörökben, mert ott csak akkor történik változás, amikor az órajel megfelelő éle előidézi a változást. Az órajel ütemét és a teljes áramkört úgy kell tervezni, hogy a versenyfutási jelenségek már megtörténjenek, mielőtt az órajel érvényessé teszi a változást.
Aszinkron logikát néhány kritikus áramköri részben alkalmaznak, így mikroprocesszoroknál is, a többi rész szinkron működésű. Az aszinkron logika tervezésének számos matematikai modellje ismert, a számítógépes tervezés fejlődése nagy segítséget nyújt a tervezőknek.